# Schistura leukensis
Schistura leukensis är en fiskart som beskrevs av Maurice Kottelat 2000. Schistura leukensis ingår i släktet Schistura och familjen grönlingsfiskar. IUCN kategoriserar arten globalt som akut hotad. Inga underarter finns listade i Catalogue of Life.